# Давыденко, Леонид Михайлович
Давыденко Леонид Михайлович (род. 4 июня 1935, Кривой Рог, Днепропетровская область) — советский и украинский учёный-правовед. Доктор юридических наук (1989), профессор (1991).

## Биография
Родился 4 июня 1935 года в городе Кривой Рог Днепропетровской области.
В 1958 году поступил и в 1963 году окончил Ростовский государственный университет.
С сентября 1961 по март 1962 года работал юрисконсультом шахты в Макеевке Донецкой области.
С апреля 1962 по июль 1977 года работал в органах прокуратуры Донецкой области: следователь прокуратуры в городе Доброполье, помощник прокурора Мариуполя, в 1969—1977 годах — прокурор Орджоникидзевского района Мариуполя, в 1963 году — старший юристконсульт Азовского пароходства.
В январе 1977 года защитил диссертацию на соискание учёной степени кандидата юридических наук на тему «Проблемы предупреждения преступлений, посягающих на безопасность труда в промышленности и строительстве».
С 1977 года — в харьковском филиале Института повышения квалификации руководящих кадров прокуратуры СССР (с 1991 года — Институт повышения квалификации Генеральной прокуратуры Украины): в 1977—1985 годах — заместитель директора, в 1986—1998 годах — заведующий кафедрой организации труда и управления в органах прокуратуры, в 1999 году — проректор по научной работе.
В декабре 1989 года защитил диссертацию на соискание учёной степени доктора юридических наук на тему «Проблемы предупреждения преступлений органами прокуратуры». В 1991 году присвоено учёное звание профессора по кафедре организации труда и управления в органах прокуратуры.
С 2000 года — ведущий научный сотрудник Академии прокуратуры Украины (Киев).

## Научная деятельность
Специалист в области правоведения и криминологии. Автор 65 научных работ, из которых 2 монографии, 8 учебных пособий, более 50 статей.
В область интересов входят вопросы криминологии, проблемы организации и деятельности органов прокуратуры.
Член диссертационного совета Д 02.40.01 при Национальной юридической академии Украины имени Ярослава Мудрого.

### Научные труды
- Организация деятельности районной, городской прокуратуры по профилактике преступлений. — Х. 1990;
- Организация работы в органах прокуратуры: Текст лекций. — Х., 1996 (в соавторстве);
- Місце прокуратури в системі державної влади в Україні // Вісник Академії правових наук України. — 1995. — № 3;
- Функції прокуратури згідно з новою Конституцією України // Право України. — 1997. — № 6;
- Прокуратура Украины: прошлое, настоящее, будущее // Проблемы совершенствования прокурорского надзора. — М., 1977.